# Dunkehalla kyrkogård
Dunkehalla kyrkogård är en begravningsplats i Jönköping i Sverige, belägen vid Dunkehalla kapell. Den invigdes den 11 maj 1893, efter 1889 års förbud att begrava avlidna på Slottskyrkogården. 1991 tillkom en minneslund intill gravkapellet.